# Chowchilla
Chowchilla, fundada en 1923, es una ciudad ubicada en el condado de Madera en el estado estadounidense de California. En el año 2009 tenía una población de 19,051 habitantes y una densidad poblacional de 604 personas por km².

## Geografía
Según la Oficina del Censo, la ciudad tiene un área total de 18,4 km² (7,1 mi²), de la cual 18,4 km² (7,1 mi²) es tierra y 0 km² (0 mi²) (0%) es agua.

## Demografía
Según la Oficina del Censo en 2000 los ingresos medios por hogar en la localidad eran de $30,729, y los ingresos medios por familia eran $35,741. Los hombres tenían unos ingresos medios de $32,306 frente a los $20,538 para las mujeres. La renta per cápita para la localidad era de $11,927. Alrededor del 19.2% de la población estaban por debajo del umbral de pobreza.

## Gobierno

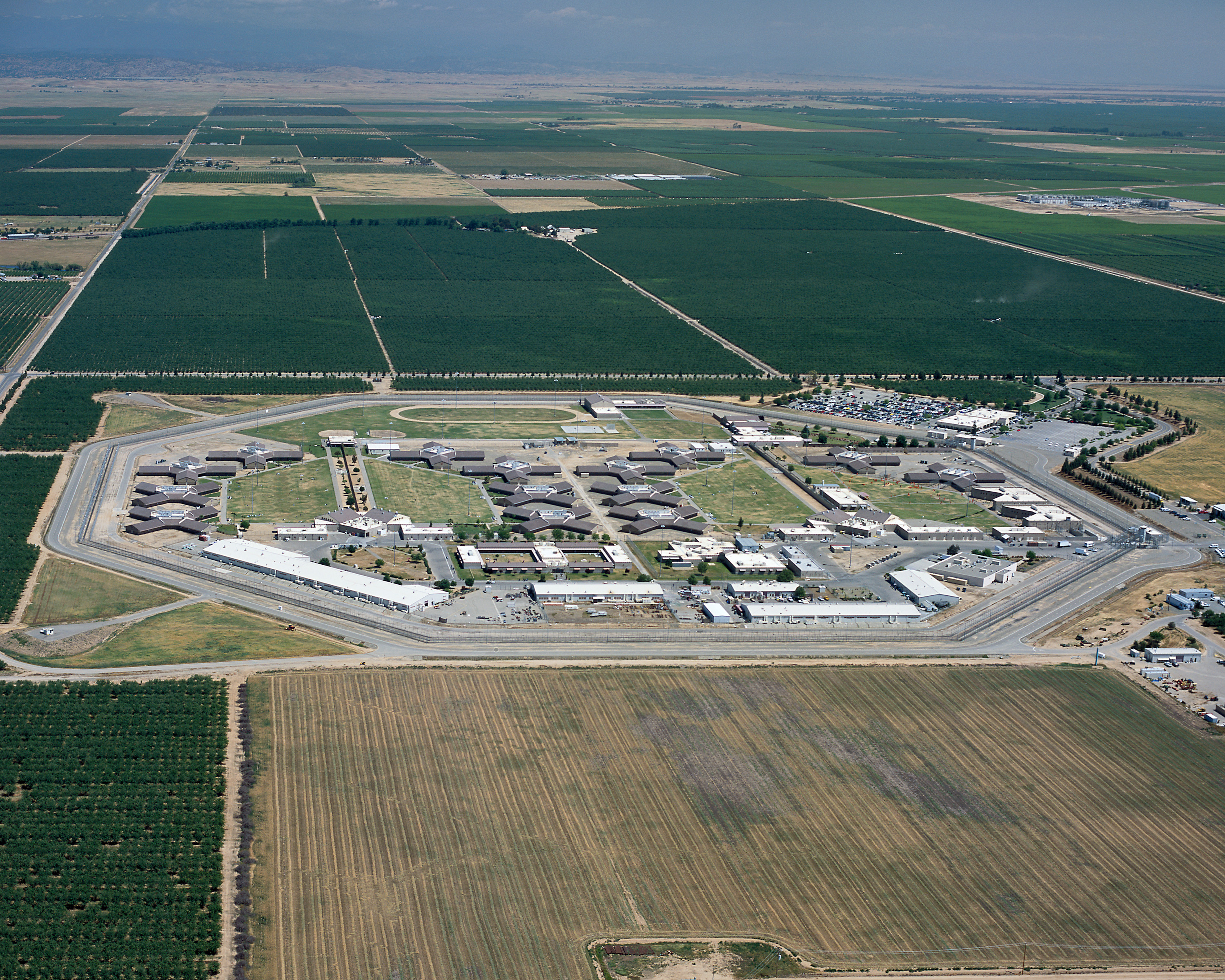
Prisión de Mujeres del Centro de California

La ciudad tiene dos prisiones del Departamento de Correcciones y Rehabilitación de California (CDCR):
- Prisión de Mujeres del Centro de California
- Prisión Estatal Valley (anteriormente la Prisión Estatal de Mujeres Valley)